# Contrada Olmina
La contrada Olmina è stata una delle dieci contrade in cui era divisa la città lombarda di Legnano. Era situata nella zona a nord-est della città, nella zona oltre Sempione. È stata soppressa nel 1937 quando fu annessa alla contrada Legnarello. Ha partecipato a tre edizioni del palio di Legnano (1935, 1936 e 1937) ed è stata istituita in occasione dell'organizzazione della festa del Carroccio (1932). L'altra contrada soppressa di Legnano è la contrada Ponzella, che venne annessa a San Bernardino e a La Flora nel 1936.

## Storia

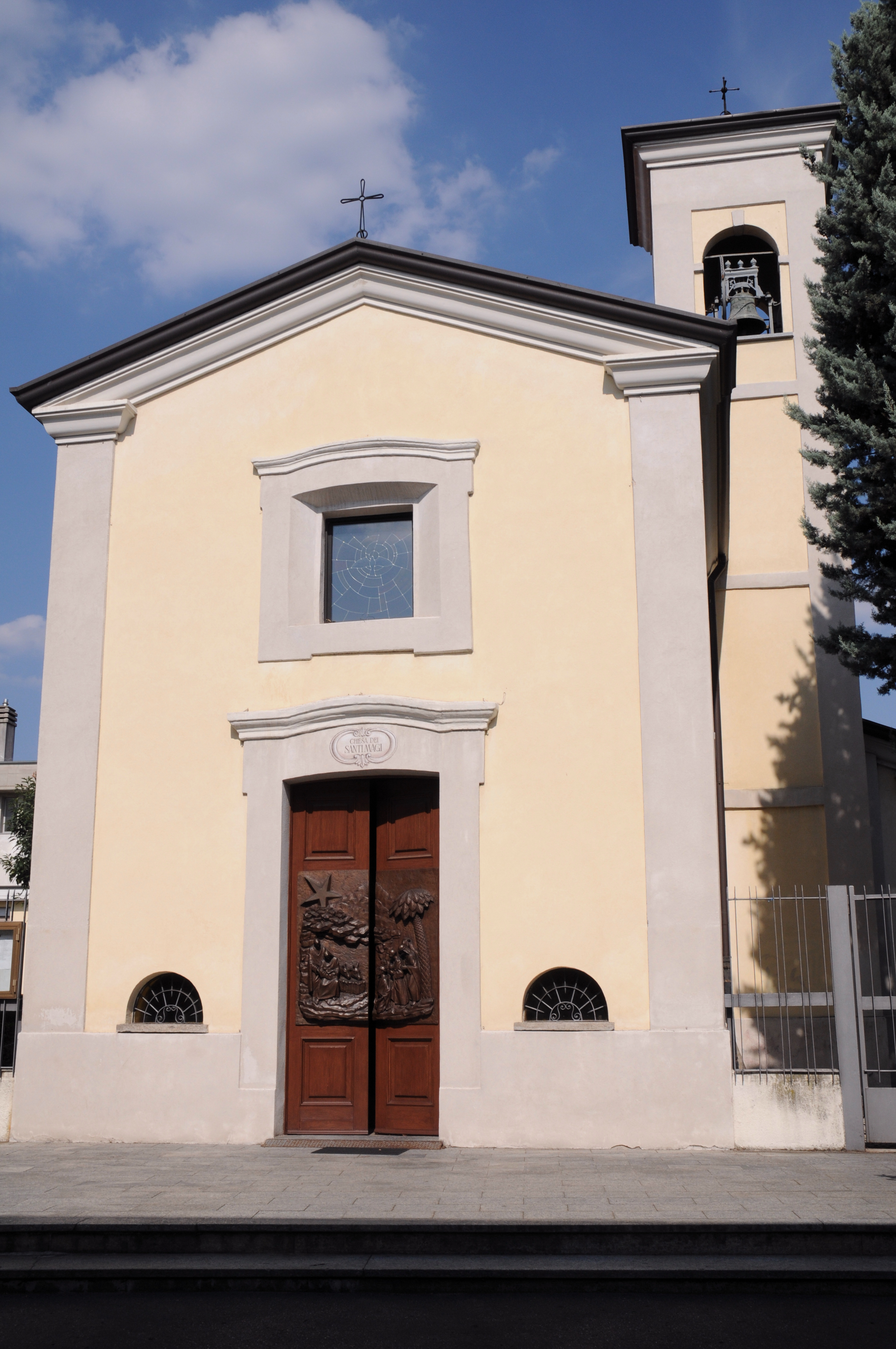
La chiesa dei Santi Magi

L'appellativo del rione dell'Olmina deriva da una cascina che in origine era conosciuta, in dialetto legnanese, con il nome di cassina d'ul Mina (in italiano "Cascina del Mina"). Questo edificio agreste prende a sua volta la denominazione dall'appellativo del suo primo padrone ("Mina" è probabilmente il diminutivo di "Giacomo" oppure del cognome "Molina"). In seguito cassina d'ul Mina è stato in italianizzato in "Cascina Olmina", da cui il nome del rione.
Secondo una leggenda il primo insediamento in questo rione venne realizzato da alcuni fuorilegge che cercavano rifugio in una zona isolata e lontana dai centri abitati principali; un'altra congettura ipotizza che la fondazione del quartiere sia stato ad opera di un gruppo di cacciatori che decisero di dimorare all'Olmina, all'epoca ricchissima di boschi, durante la stagione venatoria.
Nel 1791 gli abitanti dell'Olmina erano 71; in tutto Legnanello, cioè nel quartiere legnanese situato poco lontano dalla cascina Olmina, dimoravano invece 746 abitanti. Questo censimento fu fatto dal prevosto di Legnano don Francesco Lavazza.
La contrada Olmina fu soppressa e accorpata nel 1937 alla contrada Legnarello perché a quei tempi il rione a cui faceva riferimento non aveva molti abitanti, e quindi i suoi contradaioli avevano grandi difficoltà a reperire i fondi necessari per partecipare al palio di Legnano. La contrada Olmina confinava a nord con Castegnate, a est con l'autostrada A8, a sud con via Barbara Melzi ed a ovest con via Spallanzani e via Moscova.

## La chiesa di riferimento
La contrada Olmina faceva riferimento alla chiesa dei Santi Magi, luogo di culto cattolico dedicato ai Re Magi. Secondo alcune ipotesi, l'edificio, in origine, potrebbe essere stato costruito su un precedente oratorio di una famiglia nobiliare della zona. Questo oratorio fu oggetto di depredazione da parte di Federico Barbarossa, che razziò l'Altomilanese nel 1160 durante una delle sue discese in Italia prima della battaglia di Legnano.
La sua costruzione è stata voluta dai fratelli Lampugnani e venne approvata da Luigi Lanzio Vicario il 30 ottobre del 1689. La costruzione, che è poi avvenuta all'inizio del XVIII secolo, è stata contestuale all'intitolazione ai Re Magi.

## I colori ed il gonfalone
I colori di questa contrada erano rosso e bianco. Lo stemma presentava un olmo stilizzato di colore nero su uno sfondo bianco ornato di rosso. La contrada Olmina non aveva nessun motto: questi ultimi sono stati infatti introdotti nel 1955, quasi vent'anni dopo la soppressione della contrada.
Il gonfalone della contrada Olmina partecipa ancora alla sfilata storica del palio di Legnano; in particolare, segue il gonfalone della contrada Legnarello provvisto della sua scorta armata. Il gonfalone della contrada Olmina è infatti conservato dalla contrada Legnarello all'interno del suo maniero.

## La contrada ed il palio
La contrada ha partecipato al palio di Legnano nel 1935, nel 1936 e nel 1937. È stata soppressa nel 1937, senza aver mai vinto nessuna edizione della manifestazione.

### Esplicative
1. ↑  I "manieri" sono le sedi delle contrade di Legnano.

### Bibliografiche
1. 1 2 3  Autori vari, p. 126.
2. ↑  D'Ilario, 2000, p. 4.
3. 1 2  Autori vari, p. 123.
4. 1 2 3 4 5 6 7 8   La chiesa dell'Olmina dedicata ai Re Magi da oratorio campestre a chiesa autonoma, su legnano.org. URL consultato il 29 marzo 2016 (archiviato dall'url originale il 13 marzo 2007).
5. 1 2   Palio di Legnano: Olmina e Ponzella, le due contrade dimenticate, su ilgiorno.it. URL consultato il 29 marzo 2016.
6. ↑  D'Ilario, 1984, p. 343.
7. ↑  Autori vari, p. 166.
8. ↑  D'Ilario, 1984, pag. 23.
9. ↑  Ferrarini, pag. 122.
10. ↑  D'Ilario, 1984, pag. 273.
11. ↑  Ferrarini, p. 179.
12. ↑  Ferrarini, p. 178.
13. ↑   La sfilata di Legnarello, su contradalegnarello.it. URL consultato il 30 marzo 2016.
14. ↑   Regolamento del Palio di Legnano (PDF), su paliodilegnano.it. URL consultato il 30 marzo 2016.
15. ↑   L'albo d'oro del Palio di Legnano, su contradalegnarello.it. URL consultato il 29 marzo 2016.